# Olaf Gesang Gottowt
Olaf Henreich Gesang Gottowt, född 16 oktober 1907 i Berlin, död 29 augusti 1996 i Örgryte församling, Göteborg, var en tysk-svensk arkitekt. Han var son till John Gottowt.
Gesang Gottowt utexaminerades från Eidgenössische Technische Hochschule i Zürich 1931 och från Kungliga Konsthögskolan 1935. Han var anställd av AG Eugen Scotoni-Gassmann i Lausanne och hos arkitekt E. Meyer i Basel 1931–1933, hos arkitekt Erik Fant i Stockholm 1935, vid länsarkitektkontoret i Halmstad 1938, bedrev egen verksamhet i Göteborg från 1940, anställd på HSB:s stadsplaneavdelning och Harry Eglers stadsplanebyrå i Stockholm 1943–1945, blev stadsplanearkitekt på stadsbyggnadskontoret i Göteborg 1945 och var stadsarkitekt i Kiruna från 1964.